# Книжников, Юрий Фирсович
Ю́рий Фи́рсович Кни́жников (18 апреля 1929, Москва — 23 октября 2024) ― советский и российский учёный в области аэрокосмических методов в географических исследованиях и стереофотограмметрии, доктор географических наук, профессор. Заслуженный деятель науки Российской Федерации (1994). Лауреат Государственной премии СССР (1984).

## Биография
Ю. Ф. Книжников родился 18 апреля 1929 года в Москве. Рано потеряв родителей, жил у родственников в городе Жуковском. Участник Великой Отечественной войны.
В 1953 году завершил обучение на аэрофотогеодезическом факультете Московского института инженеров геодезии, аэрофотосъёмки и картографии (МИИГАиК) после чего начал работать в лабораторию аэрофотометодов, которая была создана профессором К. А. Салищевым на географическом факультете Московского государственного университета им. М. В. Ломоносова для разработки дистанционных методов в географических исследованиях. В 1969 году Ю. Ф. Книжников стал руководителем этой лаборатории. Уже в самом начале своего научного пути получил авторское свидетельство на изобретение двойной стереонити, а позже и двойного стереокомпаратора для совместного наблюдения разновременных снимков.
С 1956 года в связи с выполнением программы Международного геофизического года, Юрий Фирсович производил фототеодолитную съемку ледников Тянь-Шаня, а затем подобная работа была выполнена на Эльбрусе. На основе этих работ был составлен Атлас ледников Эльбруса.
Позже были проведены совместные исследования с Институтом космических исследований Академии наук СССР, которые позволили получить высококачественные снимки земной поверхности с первой орбитальной станции «Салют». Книжников стал пионером в проведении космических съёмок.
В 1984 году за разработку метода многозональной съёмки Книжников был удостоен Государственной премии СССР, а в 1989 стал лауреатом Ломоносовской премии МГУ. В 1986 году защитил диссертацию на соискание учёной степени доктора географических наук на тему «Принципы и методы аэрокосмических исследований динамики географических явлений». В 1989 году ему присвоено звание профессора.
Книжников подготовил 13 кандидатов и 1 доктора наук. На протяжении двадцати лет был ученым секретарем диссертационного совета Географического факультета МГУ. Являлся членом совета по космосу при президиуме Академии наук, входил в состав редколлегии журналов «Материалы гляциологических исследований» и «Космические исследования Земли». Был руководителем аэрокосмической секции Русского географического общества. Почётный член Русского географического общества.
Умер 23 октября 2024 года в возрасте 95 лет.

## Монографии и работы
- «Аэрокосмические исследования динамики географических явлений» (соавторство, 1991),
- «Основы стереоскопического геомоделирования» (2012),
- «Аэрокосмическое стереомоделирование» (2015),
- учебник «Аэрокосмические методы географических исследований» (соавторство, 2004),
- учебные пособия «Аэрофотометоды в географических исследованиях. Основы фотограмметрии и дешифрования аэрофотоснимков. Конспект лекций» (1972),
- «Основы аэрокосмических методов географических исследований» (1980),
- «Космические методы географических исследований» (соавторство, 1981),
- «Аэрокосмическое зондирование. Методология, принципы, проблемы» (1997),
- «Аэрокосмические методы географических исследований» (соавторство, 2004),
- «Трёхмерное аэрокосмическое моделирование» (соавторство, 2011).